# Grzegorz Gabras
Grzegorz Gabras (grec. Γρηγόριος Γαβρᾶς) – bizantyński duks Trapezuntu za panowania Aleksego I Komnena z rodziny Gabrasów. 

## Życiorys
Był synem Teodora Gabrasa i bratem Konstantyna Gabrasa. Był żonaty z córką sewastokratora Izaaka Komnena, a potem córką samego cesarza. Z tej racji przebywał jako zakładnik w Konstantynopolu. Ojciec próbował kilka razy wydostać Grzegorza ze stolicy. Po jego śmierci (1099) w roku 1103 Grzegorz został duksem Trapezuntu. Zbuntował się i został przez jednego bratanków dostarczony do Konstantynopola. 